# Blind Faith
Blind Faith foi uma banda britânica criada em 1968. Considerado um dos primeiros supergrupos do rock, era composto por músicos integrantes de bandas preexistentes, todos já famosos individualmente:  Eric Clapton (vocais e guitarra), Ginger Baker (bateria), Steve Winwood (vocal e teclado) e Ric Grech (baixo e violino).
Clapton e Baker tinham saído do Cream, Winwood do Traffic e Grech do Family. Gravaram apenas um disco, antes de separarem-se em 1969.

## Integrantes
- Eric Clapton – guitarra, vocais
- Steve Winwood – órgão, baixo, guitarra, piano, teclado, vocais, harmônica
- Ginger Baker – percussão, bateria
- Ric Grech – baixo, violino, vocais

## Discografia
- 1969 Blind Faith

## Polêmica em relação a capa do primeiro álbum
A capa do debut do grupo veio envolto de uma polêmica. Tudo porque a foto feita pelo fotógrafo norte-americano Bob Seidemann mostrava uma garota de onze anos segurando um avião prateado com um formato fálico, semelhante a um consolo. A garota não teve o nome divulgado no disco, embora tenha sido comentado na época que ela seria sobrinha ou filha do baterista Ginger Baker, por conta dos dois serem ruivos. Mas hoje sabe-se que seu nome é Mariora Goschen e até hoje evita tocar sobre o assunto, deixando claro o constrangimento que sofreu depois da divulgação do disco. Nos EUA, o álbum ganhou uma versão alternativa, apenas mostrando uma foto dos integrantes junto a uma faixa com o nome "Blind Faith". Já no Brasil, a capa original só saiu numa reedição de 1980.